# 좀비랜드: 더블 탭
《좀비랜드: 더블 탭》(영어: Zombieland: Double Tap)은 2019년 개봉된 미국의 좀비 액션 코미디 영화이다. 2009년 영화 《좀비랜드》의 후속작이며, 전작의 감독을 맡았던 루번 플라이셔가 다시 한 번 더 감독을 맡았다.

## 출연
- 우디 해럴슨 - 탤러해시 역
- 제시 아이젠버그 - 콜럼버스 역
- 엠마 스톤 - 위치타 / 크리스타 역
- 애비게일 브레슬린 - 리틀록 역
- 조이 도이치 - 매디슨 역
- 어밴 조기아 - 버클리 역
- 로사리오 도슨 - 네바다 역
- 토머스 미들디치 - 플래그스태프 역
- 루크 윌슨 - 앨버커크 역
- 빌 머리 - 자기 자신의 가공의 인물 역[2]
- 댄 애크로이드 - 자기 자신의 가공의 인물 역[2]
- 안소니 딜리오 - 마테오 비안키 역
- 이언 그렉
- 레이첼 러트렐
- 존 딕슨